# Fritz Hayn
Fritz Hayn (* 11. Oktober 1885 in Schrozberg; † 12. Februar 1968 in Freudenstadt) war ein deutscher Kirchenmusiker und Chorleiter. Seit 1923 wirkte er als Organist und Leiter der Kirchenmusik am Ulmer Münster. 
Nach Ausbildung am Lehrerseminar und Musikstudium am Konservatorium Stuttgart arbeitete Hayn als Chorleiter und Musiklehrer. Seit 1912 leitete er die Liedertafel Ulm. 1919 übernahm er zudem in Nachfolge von Johannes Graf die Leitung des „Vereins für klassische Kirchenmusik“ (heute Oratorienchor Ulm). 1922 wurde er darüber hinaus zum Musikdirektor des „Konzertbundes für Ulm und Oberschwaben“ ernannt und erhielt 1923 auch das Amt des Organisten und Leiters der Kirchenmusik am Ulmer Münster. Dadurch wurde Hayn zur dominierenden Figur des Ulmer Musiklebens. Die Einberufung zum Militärdienst Ende 1940 unterbrach seine musikalische Tätigkeit zeitweilig. 1956 wurde Hayn, dem 1952 der Professorentitel verliehen worden war, pensioniert. 